# La Dernière Épée de pouvoir
La Dernière Épée de pouvoir (titre original : Last Sword of Power), est un roman fantasy de David Gemmell paru en 1988 en anglais et en 2011 en français (traduction de Leslie Damant-Jeandel pour les éditions Bragelonne).
Ce livre appartient au diptyque des Pierres de pouvoir, qui lui-même appartient au cycle Histoires des Sipstrassi.
Tome 1 : Le Fantôme du roi
Tome 2 : La Dernière Épée de pouvoir
L'histoire se déroule sur Terre durant le Haut Moyen Âge. L’Angleterre doit affronter l’Esprit du Chaos appelé Wotan par les envahisseurs anglo-saxons.

## Résumé
Le sombre Wotan et ses séides mettent l’Europe à feu et à sang, usant et abusant de magie noire pour remporter leurs victoires. Seul le roi briton peut espérer le vaincre, mais celui-ci est emprisonné aux enfers par ses ennemis. Révélation, Cormac et Anduine vont devoir utiliser les Sipstrassi pour libérer le dernier espoir de l’Europe.

## Personnages
- Thuro, héros briton

- Laitha / Gian Avur

- Culain / Lancelot, guerrier légendaire

- Révélation

- Cormac Fils du démon

- Anduine